# Aul
Der Begriff Aul (russisch аул) bezeichnet bei den Turkvölkern, vorwiegend in Russland sowie in islamisch geprägten Staaten des Kaukasus und Zentralasiens, eine Siedlung oder ein Dorf.

## Aul der Steppennomaden
Das Wort Aul bedeutete im früheren Sprachgebrauch so viel wie „große Nomadenfamilie“. Diese Art der Ansiedlung war bei allen Turkvölkern verbreitet und bestand ursprünglich nicht aus festen Häusern, sondern wie bei Nomadenvölkern üblich aus Jurten, deren Anzahl je nach Familiengröße und Reichtum des Clans von zwei oder drei bis etwa hundert betragen konnte. Später bürgerte sich der Begriff Aul im Kaukasus als Bezeichnung für gewöhnliche Bergdörfer ein, da in dieser Region der kulturelle Einfluss der Turkvölker traditionsgemäß hoch war.

## Aul in Kaukasien

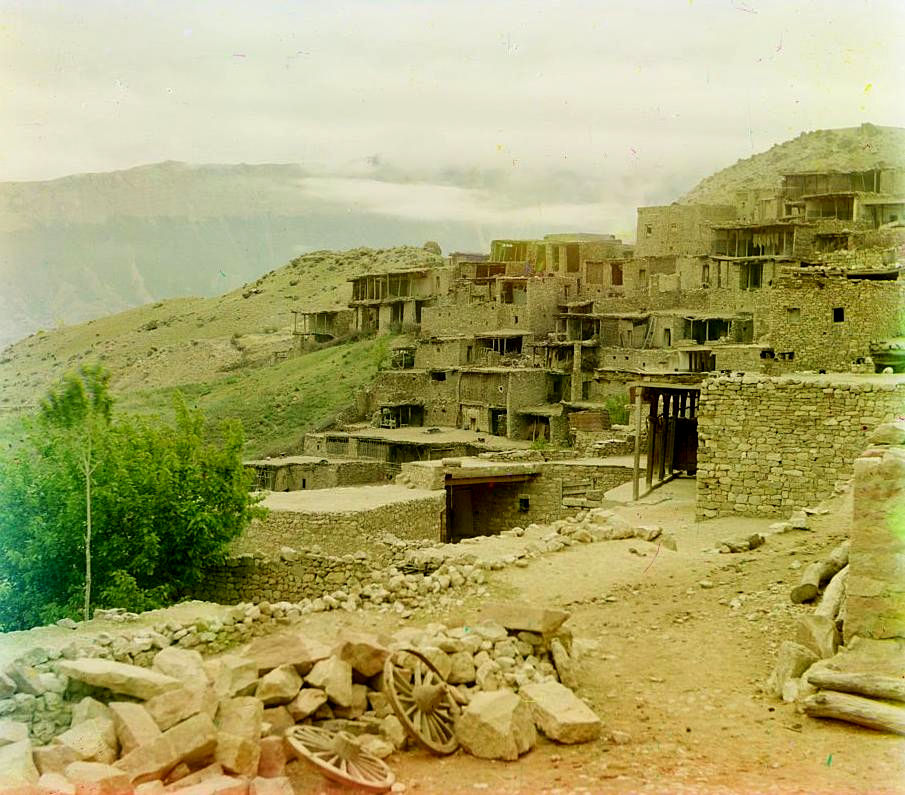
Der Heimat-Aul von Imam Schamil, Fotografie von Sergei Prokudin-Gorski, 1904

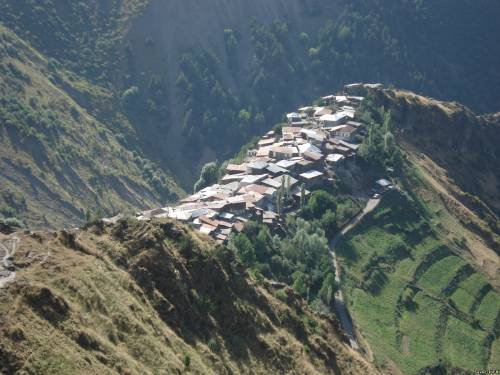
Gelmez im Süden Dagestans

Heute werden vor allem in der russischen Kaukasus-Teilrepublik Dagestan Bergdörfer als Aul bezeichnet. Hierbei handelt es sich in der Regel um eine feste Ortschaft, deren Häuser unmittelbar am Berghang errichtet werden, was ihnen einen besseren Schutz im Fall von Angriffen bieten soll. Die Häuser werden üblicherweise aus Stein erbaut, haben zwei Stockwerke und sind zur Südseite hin gewandt, um im Winter von der Wärme der Sonnenstrahlung zu profitieren. Auch andere nichtrussische Dörfer im Nordkaukasus, beispielsweise in Nordossetien-Alanien, Karatschai-Tscherkessien, Inguschetien und Tschetschenien, werden in Russland oft als Aul bezeichnet. Kaukasische Aule haben zwischen einigen hundert und mehreren tausend Einwohnern, weshalb sie heute in Russland als Dörfer oder auch als kleinstädtische Siedlung städtischen Typs gelten können. Großstädte entstanden in Kaukasien eher am Rande des Gebirges.
Traditionell wurden Aule im östlichen und zentralen Kaukasus oft so gebaut, dass das Dach eines Hauses den Vorhof des nächsthöheren Hauses bildet. Dieses Ortsbild ist heute meist nicht mehr erhalten, weil jüngere Generationen weitere Stockwerke aufgebaut haben und Hochdächer aus Wellblech verbreitet sind.
Auch für traditionelle Siedlungen im westlichen Kaukasus, z. B. bei den Tscherkessen und Abchasen, ist die Bezeichnung Aul verbreitet. Der Siedlungsbau war hier aber anders: Es existierten einzelne, oft weit auseinanderstehende Gehöfte mit mehreren Gebäuden, meist aus Lehm, umgeben von einem Flechtzaun.